# Miwa Yanagi
Miwa Yanagi (やなぎみわ, née en 1967 à Kobe) est une photographe et artiste contemporaine japonaise. 

## Biographie
Elle est diplômée en 1991 de l'Université des beaux-arts de Kyōto, elle vit et travaille à Kyōto.
Dès le début de sa carrière, elle se tourne vers la photo numérique, qu'elle retravaille pendant des heures pour aboutir à des images absolument conformes à l'idée qu'elle veut exprimer. 
Sa série Elevator Girls évoque la condition de la femme dans le Japon contemporain. 
Dans sa série My Grandmothers, elle met en scène des jeunes femmes vieillies artificiellement de 50 ans pour essayer de contrer le jeunisme qui sévit au Japon. Cette vision post-traumatique provoque une controverse dépassant le cadre de l'art numérique.
Sa spécialité stylistique consiste en une recombinaison de codes sociologiques familiers avec des atmosphères proches de l'univers de la science-fiction.

## Expositions
En 1993 Yanagi organise sa première exposition solo et depuis 1996 son travail est exposé à la fois en solo et en groupe à travers l'Europe et les États-Unis.
Parmi ses expositions en solo :
- Première présence en 1993 dans une exposition au Art Space Niji, Kyoto.
- Deutsche Guggenheim, 2004[2].
- Miwa Yanagi. Sammlung Deutsche Bank, Neues Museum Weserburg Bremen (Brème)[2].
- Darkness of Girlhood and Lightness of Aging, Marugame Genichiro-Inokuma Museum of Contemporary Art, 2004[2].
- The Incredible Tale of the Innocent Old Lady and the Heartless Young Girl, Musée d'art contemporain de Hara, août-novembre 2005[3].
- Musée d'art Ōhara, 2005[2].
- Miwa Yanagi, NRW-Forum Düsseldorf (Düsseldorf), 2005[2].
- Miwa Yanagi, Sammlung Deutsche Bank, Kunstverein Mannheim (Mannheim), 2005[2].
- Madame Comet, Ohara Museum of Art, 2006[2].
- Chelsea Art Museum, mai-août 2007[4].
- Musée des beaux-arts de Houston en 2008[5].

Parmi ses expositions de groupe :
- Art Now ’94 Hyogo Prefectural Museum of Modern Art, Hyogo 1994
- Future recollections Musée municipal d'art de Kyoto, Kyoto, Freeze Espaço Cultural Sérgio Porto, Rio de Janeiro, Brazil in 2000
- Complicity, Biennale de Lyon 2001 Prelude to 2003 Lyon France 2001
- Still Motion: Liquid painting Mie Prefectural Art Museum (Musée national d'art (Osaka), musée métropolitain de photographie de Tokyo) Tsubaki Kai Ten galerie Shiseido, Tokyo (all 2008)

## Collections
- Deutsche Bank[4]

## Prix et récompenses
- 1998
  - Premier prix : Leopold Godowsky Jr. Color Photography Award (Photographic Resource Center at université de Boston)
- 1999
  - Prix VOCA, The Vision of Contemporary Art ’99 (the Ueno Royal Museum, Tokyo)
  - Kyoto City Artist Prize
  - Prix Higashikawa - New Photographer Prize (Higashikawa, Hokkaido)
- 2000
  - Prix Sakuya-Konohana de la ville d'Osaka
- 2001
  - Prix d'art de la préfecture de Kyoto
- 2004
  - Prix d'art la préfecture de Hyogo
- 2006
  - Prix d'art Takashimaya